# 가오성티
가오성티(高聖惕, Michael Sheng Ti Gau, 고성척, 1960년 2월 29일 ~ )는 타이완에서 대학 교수 활동을 한 외교관 겸 국제항공기관단체인이다.